# Palais für aktuelle Kunst

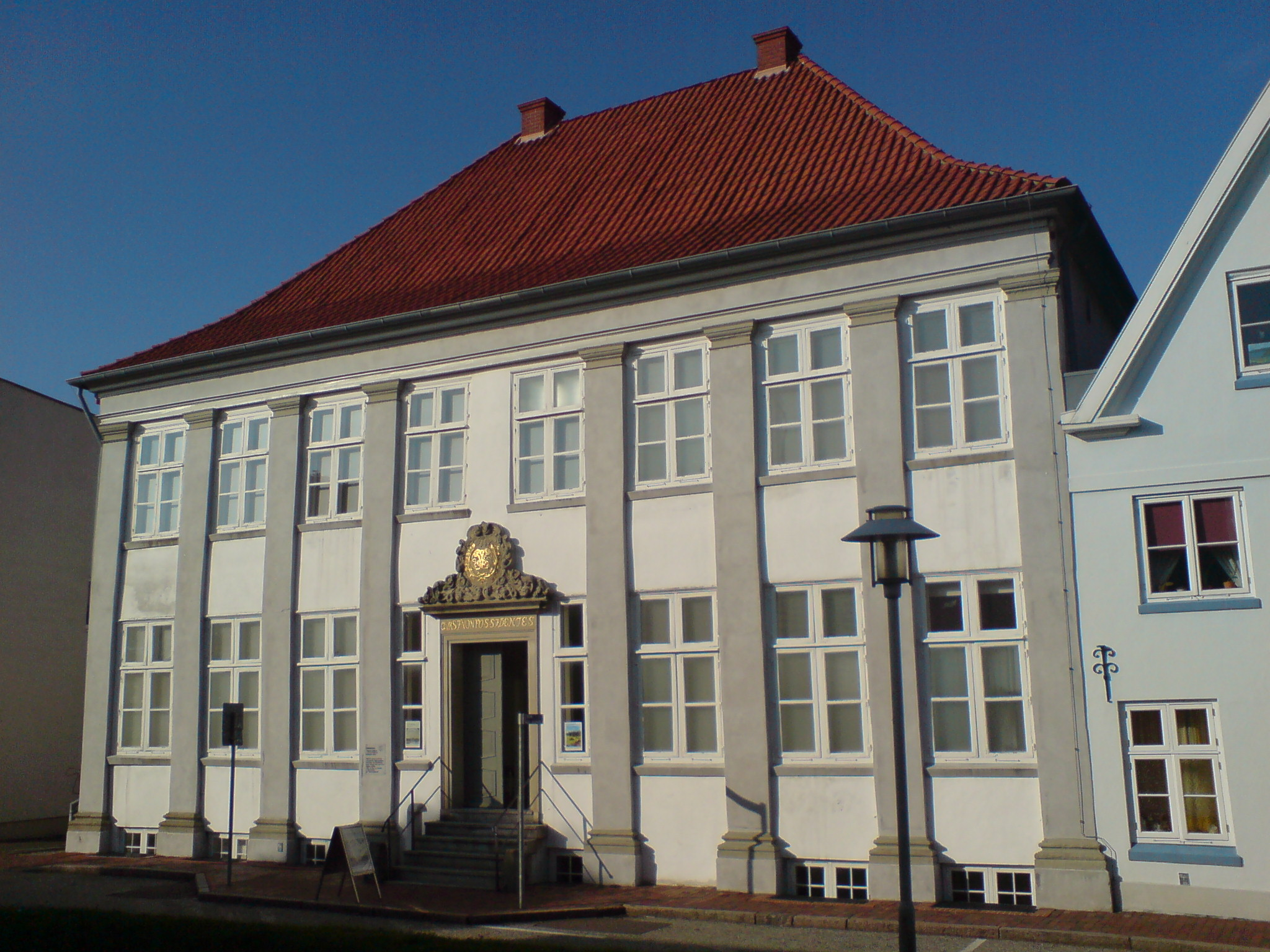
Palais am Glückstädter Hafen.

Das Palais für aktuelle Kunst (kurz: PaK) ist ein Kunstmuseum im historischen Stadtkern von Glückstadt in Schleswig-Holstein. Es beherbergt die Ausstellungsräume eines Glückstädter Kunstvereins und zeigt in Wechselausstellungen zeitgenössische Kunst.
Nach einer doppeldeutigen Inschrift am Haus wird es auch als Palais Quasi non Possidentes (lat.; „als ob wir nicht die Besitzenden wären“, vgl. 1 Kor 7,30 ) bezeichnet.

## Geschichte
Das Palais wurde von 1630 bis 1631 ursprünglich im Stil der holländischen Spät-Renaissance errichtet und um 1697 barock überformt. Die erhaltenen Entlastungsbögen im Mauerwerk lassen darauf schließen, auch wenn diese nicht sichtbar sind.
Das zweistöckige Palais ist mit seiner Traufe auf den Glückstädter Hafen ausgerichtet, die achtachsige Fassade durch Kolossalpilaster gestaltet. Zur Erbauungszeit stand es in direkter Nähe zum sich hier einst befindenden Glückstädter Schloss. Im Inneren des Gebäudes sind noch einige Ausstattungsmerkmale des 17. und 18. Jahrhunderts vorhanden. Der Grundriss ist barock gegliedert; die Türen zum Teil en filade gereiht. Einige von ihnen verfügen noch über zeitgemäße Türstürze, weitere sind mit Oberlichtern aus dem Rokoko versehen. In einigen Salons sind Rudimente der früheren Wandmalereien, Deckenstukkaturen und alte Öfen erhalten. Pas Palais besitzt ein großes, regelmäßiges Walmdach bestehend aus roten Tonpfannen.
Das Gebäude diente – nachdem das benachbarte Schloss zunehmend baufälliger wurde – von 1700 bis 1752 als Sitz der Regierungskanzlei, dann übernahm das sich ebenfalls in Glückstadt befindende Wasmer-Palais diese Aufgabe. 1796 wurde die Witwe des Proviantkommissars Lorenz Jessen als Eigentümerin genannt.
In den folgenden Jahren diente das Haus hochrangigen Regierungs- und Justizvertretern als Wohnsitz. Nach Ende von Glückstadts Zugehörigkeit zu Dänemark im Jahr 1867 wurde es von wohlhabenden Kaufleuten und Unternehmern bewohnt und gelangte in den privaten Besitz.
Im Jahr 1985 erfolgte eine Restaurierung des Gebäudes mit Fördermitteln der Städtebauförderung, woraufhin es als Ausstellungsgebäude genutzt wurde.
Ein Portalaufsatz aus Sandstein wurde während der Sanierung erneuert. Das Original wird nun im Detlefsen-Museum ausgestellt, welches sich ebenfalls in Glückstadt befindet. Das ovale Feld des Portalaufsatzes ist von Akanthus und Blüten umgeben und zeigt ein Initial „W“, welches von zwei Lorbeerzweigen umfasst wird.

## Aktuelle Nutzung
Seit 2000 wird das Gebäude als „Palais für aktuelle Kunst“ vom gleichnamigen Verein betrieben. Gezeigt werden auf 500 m² Einzelausstellungen bekannterer zeitgenössischer Künstler oder Ausstellungen, die sich verschiedenen Themen widmen. Verschiedene Förderer aus der Region unterstützen das Museum finanziell.
Das Kunstmuseum zeigt neben Einzel-, Gruppen- und Doppelausstellungen auch Ausstellungen von Studierenden oder Schülerinnen und Schülern. Führungen, Gespräche mit den Kunstschaffenden und gelegentliche Filmabende ergänzen das Programm. In der Saison kann es freitags, samstags und sonntags am Nachmittag von der Öffentlichkeit besichtigt werden.

## Historie der Ausstellenden
In der Vergangenheit waren hauptsächlich regionale Kunstschaffende Norddeutschlands wie beispielsweise Caroline Grone, Helmut Heißenbüttel und René J Goffin vertreten. Werke von national und international bekannten Kunstschaffenden wie Martin Parr, Bernhard Prinz und Tue Greenfort wurden ebenfalls in der Vergangenheit ausgestellt.
Darüber hinaus zeigt das PaK Kunstwerke renommierter Kunsthochschulklassen aus ganz Deutschland. So wurden bereits die Klassen von Timm Rautert und Peter Piller aus Leipzig, Dirk Reinartz aus Kiel und Franz Erhard Walther aus Hamburg im Palais gezeigt. Das PaK präsentierte in der Vergangenheit vor allem Malerei, Fotografie, Zeichnungen und diverse Medienkunst.